# Ліберт Яків Григорович
Я́ків Григо́рович Лі́берт (1872, Варшава — 1946, Київ) — український і польський єврейський актор і режисер, корифей єврейської сцени. Заслужений артист Української РСР (1934).

## Життєпис
Народився у бідній родині. В 10 років його віддали учнем до друкарні, а через два роки він став хористом.
1884—1985 — хлопчик-хорист у трупі основоположника єврейського театру Авраама Голдфадена.
1891 року Ліберт організував аматорський гурток, до якого увійшли Естер Рахель Камінська, Авраам Камінський, І. Берман, Тітельман, М. Тріллінг. Через заборону грати єврейською мовою, змушені були грати німецькою мовою. Згодом до гуртка приєднався відомий того часу актор і режисер Юліс Оскар.
1893 року вони приєднались до трупи Якова (Янкеля) Співаковського і Аврахама Альтера Фішзона у Варшаві.
Тут Ліберт працював до 1905, створивши різнопланові ролі, переважно в єврейському класичному репертуарі. Після розпаду трупи Ліберт став компаньйоном Фішзона. 1908 року Камінські запросили Ліберта в свою трупу.
1916 року організував Перший Єврейський народний театр, гастролював з ним по Росії.
Після 1917 року створив у Києві єврейський театр «Унзер Вінкель» («Наш куток»). В його трупі: Е.-Р. Камінська, Ейдельман, Турков-Зігмунд, Шейнберг, Іда Камінська, Епштейн, Боймвойл.
1920 року група акторів на чолі з Лібертом поїхала до Одеси з метою організації державного одеського театру. По дорозі назад біля Козятина групу атакували поляки і весь чоловічий склад групи загинув. Важко поранений Ліберт завдяки щасливому випадку залишився живим.
Згодом переїхав до Вінниці, де керував драмгуртками. Потім працював в Одеському державному театрі.
1924 року гастролював на Кавказі.
1930 — працював в єврейському пересувному театрі.
З 1934 — актор Всеукраїнського ГОСЄТ.

## Ролі
- Дер Фреден («Чужий» Я. М. Гордіна)
- Раббі Бен Акіба («Уріель Акоста» Карла Гуцкова)
- Головна роль («Другий Гаман» Мошковського)
- Старий — ортодокс («Фанатик» Авраама Голдфадена)
- Цалел Рапопорт («Бійня» Я. М. Гордіна)
- Крогстад («Ляльковий дім» Г. Ібсена)
- Сатін («На дні» М. Горького)
- Джарський («Заради щастя» Станіслава Пшибишевського)
- Уріель Мазік («Гершеле Дубровнер» Гордіна)
- Цадик («Єврейський рекрут» Л. Рєзніка)
- де Сільва («Уріель Акоста» К. Гуцкова)
- Зайвл Овадіс («Мішпохе Овадіс» («Родина Овадіс») Переца Маркіша)
- Фрідлендер, Залман, Трахтенберг («За океаном», «Міреле Ефрос», «Сиротинка Хася» Я. М. Гордіна)
- Залкінд, Янкель Шмідт («Мати», «Янкель Шмідт» Давида Пінського)
- Янкель Шепшович («Бог помсти» Шолома Аша)
- Принц Ізмаїл («Руйнування Єрусалима» Йосефа Латайнера)

## Ролі в кіно
- 1911 — «Убивця з бідності» (Zabójca z nędzy, короткометражний)
- 1912 — «Міреле Ефрос» — Приказчик Залман
- 1913 — «Незнайомець» за Я. Гордіним — Луїс Коршунський
- 1914 — «Прокляття долі або нещасна мати» за Я. Гордіним
- 1936 — «Коліївщина» режисера Івана Кавалерідзе — збирач ренти, посесор